# 玉滿鎬

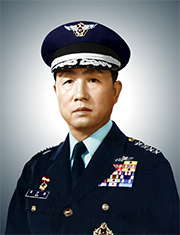
玉滿鎬上將軍裝照

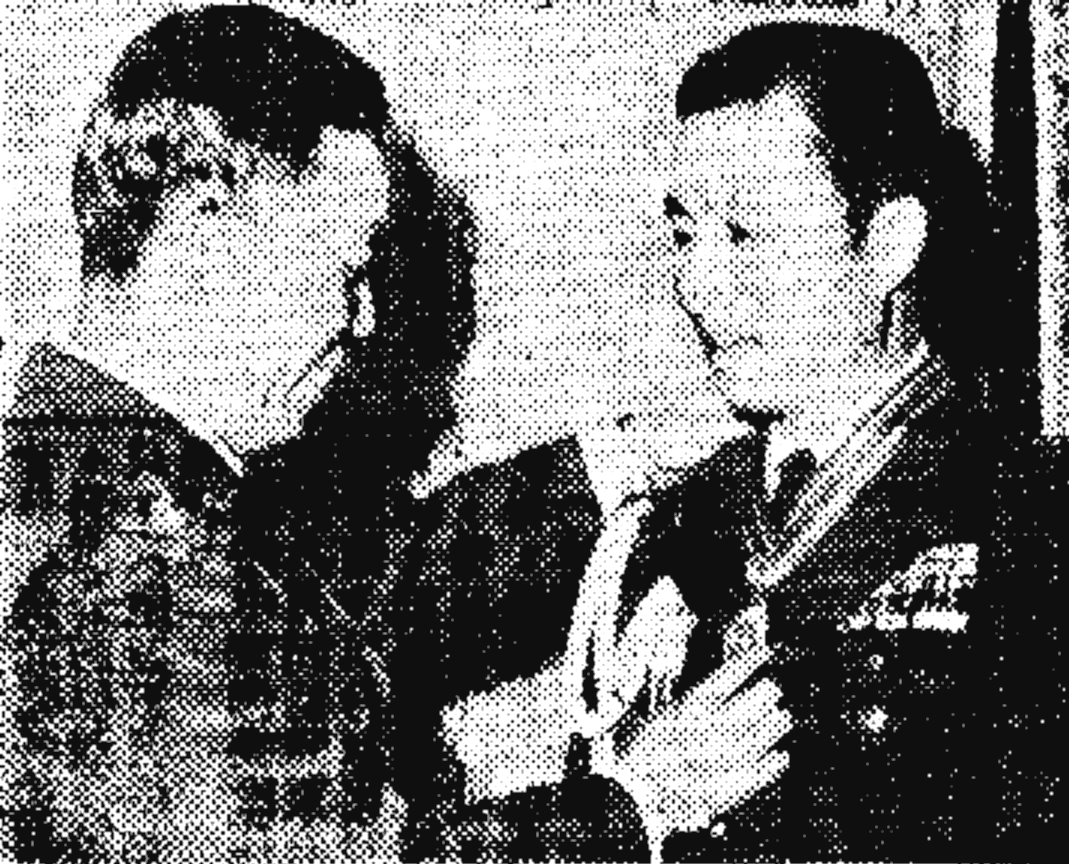
玉滿鎬（右；時為韓國駐台北上校武官）接受中華民國政府頒贈領綬雲麾勳章，攝於1963年2月21日。

玉滿鎬（韓語：옥만호、1925年9月2日—2011年5月13日），大韓民國外交官、政治人物及空軍退役上將，曾任空軍參謀總長、國會議員、駐中華民國大使及駐哥倫比亞大使等職。

## 學歷
- 韓國慶熙大學政外科畢業
- 韓國高麗大學經營大學院肄業
- 美國空軍大學畢業
- 韓國國防大學院畢業
- 台灣中華學術院名譽法學博士

## 歷任職務
- 第10戰鬥機聯隊（朝鲜语：제10전투비행단 (대한민국)）中隊長、大隊長
- 駐中華民國大使館國防武官
- 空軍大學（朝鲜语：대한민국 공군대학）校長
- 空軍本部行政副參謀長
- 空軍官校（朝鲜语：대한민국 공군사관학교）校長
- 空軍參謀次長
- 空軍參謀總長
- 第2任韓國駐哥倫比亞大使[1]:p500
- 第8任韓國駐中華民國大使[1]:p523
- 新民主共和黨（朝鲜语：신민주공화당）黨務委員
- 民自黨（朝鲜语：민주자유당）中央黨紀委員長、黨務委員

## 荣誉

### 韩国勋章奖章
- 忠武武功勋章（1951年9月28日[2]）
- 忠武武功勋章（1952年5月5日[2]）
- 乙支武功勋章（1952年7月5日[2]）
- 忠武武功勋章（1953年1月20日[2]）
- 忠武武功勋章（1953年5月16日[2]）
- 忠武武功勋章（1953年10月1日[2]）
- 三等勤务功劳勋章（1964年10月1日[2]）
- 保国勋章统一章（1972年10月1日[2]）

### 外国勋章奖章
- 领绶云麾勋章（中华民国，1963年2月21日颁发）
- 大绶景星勋章（中华民国，1981年5月20日批准[3]）